# Klädpressaregatan

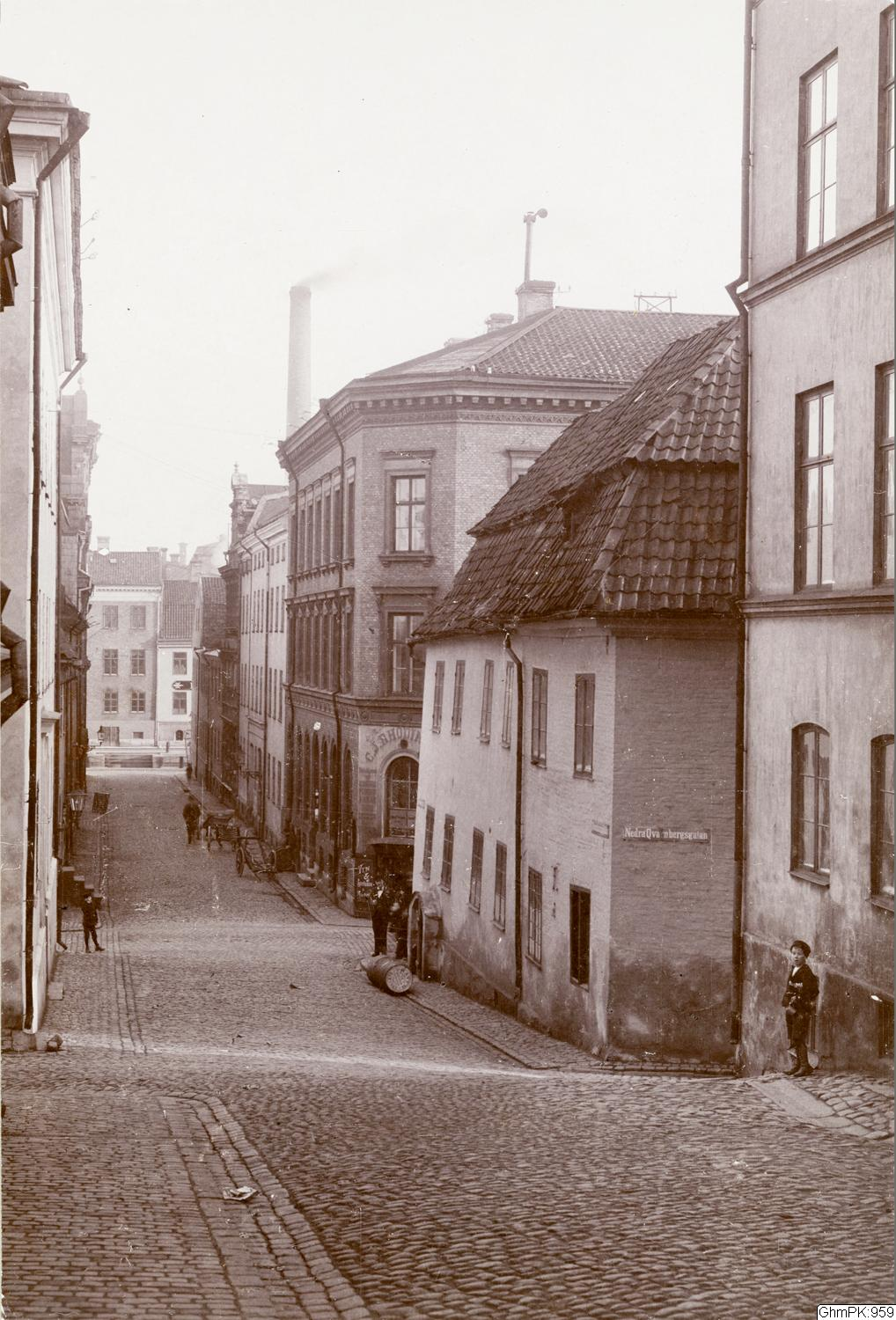
Klädpressaregatan år 1901, även här mot Östra Hamngatan. Gatan korsar först Nedre Kvarnbergsgatan och sedan Torggatan.
Olga Rinmans fotosamling, Bildsamlingen i Göteborgs stadsmuseum.

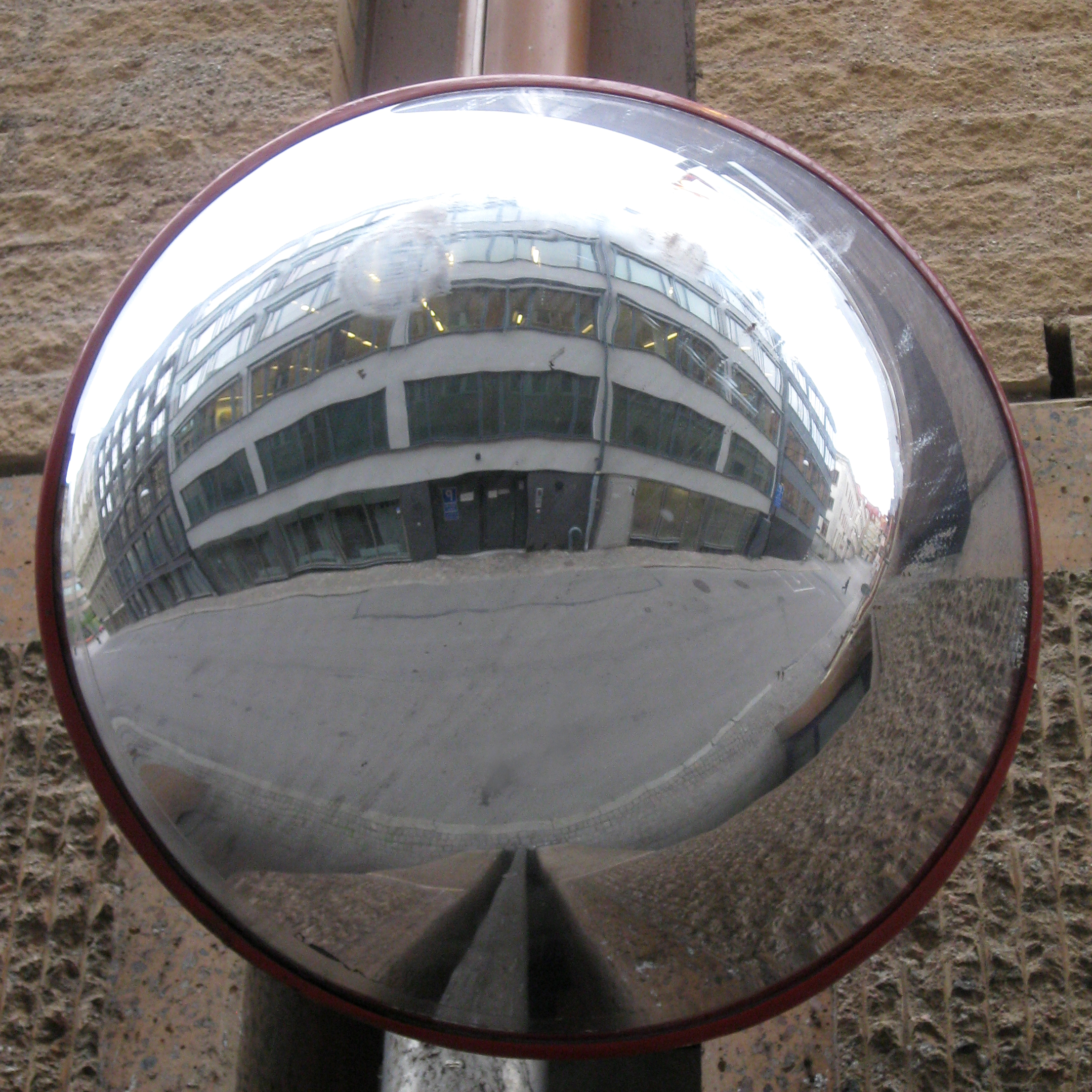
Klädpressaregatan sedd i en trafikspegel placerad mittemot ett garage på Klädpressaregatans norra sida.

Klädpressaregatan är en gata inom stadsdelen Nordstaden i Göteborg. Den är cirka 90 meter lång, och sträcker sig från Östra Hamngatan och fram tills den korsar Torggatan där den byter namn till Kvarnbergsgatan.
Gatan fick troligen sitt namn på 1690 eller 1680-talet efter klädpressaren Christian Dögen, som ägde ett hus på det närbelägna Kvarnberget. Omväxlande har även Kvarnbergsgatan använts som namn för gatan och den benämndes en tid Stora Klädpressaregatan i motsats till Lilla Klädpressaregatan. Namnet Klädpressaregatan förekommer inte i någon annan nutida svensk stad.